# Nevianipora milneana
Nevianipora milneana is een mosdiertjessoort uit de familie van de Diaperoeciidae. De wetenschappelijke naam van de soort werd, als Idmonea milneana, voor het eerst geldig gepubliceerd in 1839 door Alcide d'Orbigny.